# Grabación analógica frente a grabación digital

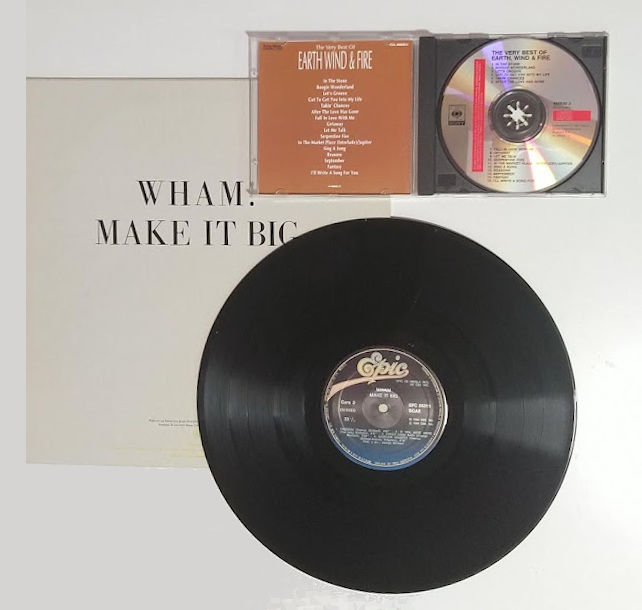
Dos formatos clásicos de audio, uno analógico (LP, abajo) y otro digital (CD, arriba)

El sonido puede ser grabado para almacenarse y reproducirse utilizando las técnicas digitales o analógicas. Ambas producen distorsiones en el sonido, y ambos métodos pueden compararse de forma sistemática. Músicos y oyentes han discutido sobre la superioridad de las grabaciones de sonido digitales frente a las analógicas. Los argumentos a favor de los sistemas analógicos incluyen la ausencia de fuentes de error fundamentales que están presentes en los sistemas de audio digital, incluidos el aliasing y la cuantificación digital. Los defensores de lo digital apuntan a los altos niveles de rendimiento posibles con este sistema, incluida una excelente linealidad en la banda audible y bajos niveles de ruido y distorsión.: 7 
Dos diferencias destacadas en el rendimiento entre los dos métodos son el ancho de banda y la relación señal/ruido (relación S/R). El ancho de banda del sistema digital está determinado, según la frecuencia de Nyquist, por el muestreo digital utilizado. El ancho de banda de un sistema analógico depende de las capacidades físicas y electrónicas de los circuitos analógicos. La relación S/R de un sistema digital puede estar limitada por la profundidad de bits del proceso de digitalización, pero la implementación electrónica de los circuitos de conversión introduce ruido adicional. En un sistema analógico, existen otras fuentes de ruido natural, como el ruido de parpadeo e imperfecciones en el medio de grabación. Otras diferencias de rendimiento son específicas de ambos sistemas, como la capacidad de los algoritmos de filtrado (más transparente en los sistemas digitales y saturación armónica y variaciones de velocidad de los sistemas analógicos.

## Rango dinámico
El rango dinámico de un sistema de audio es una medida de la diferencia entre los valores de amplitud más pequeños y más grandes que se pueden representar en un medio. Lo digital y lo analógico difieren tanto en los métodos de transferencia como en el almacenamiento, así como en el comportamiento exhibido por los sistemas debido a estos métodos.
El rango dinámico de los sistemas de audio digital puede superar al de los sistemas de audio analógicos. Las cintas de casete analógicas de consumo tienen un rango dinámico de 60 a 70 dB. Las emisiones de radio FM analógicas rara vez tienen un rango dinámico superior a 50 dB. El rango dinámico de un disco fonográfico de corte directo puede superar los 70 dB. Las cintas maestras de estudio analógicas pueden tener un rango dinámico de hasta 77 dB. Un LP grabado con una aguja de diamante perfecta tiene un tamaño de característica atómica de aproximadamente 0,5 nanómetros, que, con un tamaño de surco de 8 micrómetros, produce un rango dinámico teórico de 110 dB. Un LP hecho de vinilo perfecto tendría un rango dinámico teórico de 70 dB. Las mediciones indican que el rendimiento real máximo está en el rango de 60 a 70 dB. Normalmente, un convertidor de analógico a digital de 16 bits puede tener un rango dinámico de entre 90 y 95 dB,: 132  mientras que la relación señal-ruido (aproximadamente el equivalente al rango dinámico, teniendo en cuenta la ausencia de ruido de cuantificación pero la presencia del silbido de la cinta) de un magnetófono de bobina abierta profesional de ¼ de pulgada estaría entre 60 y 70 dB en la salida nominal de la grabadora.: 111 
Los beneficios de utilizar grabadoras digitales con una precisión superior a 16 bits se pueden aplicar a los 16 bits de un CD de audio. Stuart enfatiza que con el tramado correcto, la resolución de un sistema digital es teóricamente infinita y que es posible, por ejemplo, resolver sonidos a −110 dB (por debajo de la escala completa digital) en un canal de 16 bits bien diseñado.: 3 

### Condiciones de sobrecarga
Existen algunas diferencias en el comportamiento de los sistemas analógicos y digitales cuando hay señales de nivel elevado, donde existe la posibilidad de que dichas señales provoquen una sobrecarga del sistema. Con señales de nivel elevado, la cinta magnética analógica se acerca a la saturación y la respuesta de alta frecuencia cae en proporción a la respuesta de baja frecuencia. Si bien es indeseable, el efecto audible resultante puede ser razonablemente despreciable. Por el contrario, los grabadores PCM digitales muestran un peor comportamiento en caso de sobrecarga;: 65  las muestras cuyos picos superan el nivel de cuantificación simplemente se truncan, recortando la forma de onda de forma directa, lo que introduce distorsión en forma de grandes cantidades de armónicos de alta frecuencia. En principio, los sistemas digitales PCM presentan el nivel más bajo de distorsión no lineal en la amplitud de señal completa. Lo contrario suele ser cierto en los sistemas analógicos, donde la distorsión tiende a aumentar a niveles altos de señal. Un estudio de Manson (1980) consideró los requisitos de un sistema de audio digital para una transmisión de alta calidad. Llegó a la conclusión de que un sistema de 16 bits sería suficiente, pero señaló la pequeña reserva que proporciona el sistema en condiciones normales de funcionamiento. Por esta razón, se sugirió utilizar una señal de acción rápida limitadora o de 'corte suave' para evitar que el sistema se sobrecargue.
Con muchas grabaciones, las distorsiones en los picos de señal de nivel elevado pueden quedar enmascaradas de manera audible por la señal original, por lo que pueden aceptarse grandes cantidades de distorsión en los picos. La diferencia entre los sistemas analógicos y digitales es la forma del error de la señal de nivel elevado. Algunos de los primeros convertidores de analógico a digital mostraban un comportamiento inadecuado cuando estaban sobrecargados, de forma que las señales de sobrecarga quedaban "envueltas" de positivo a negativo a escala completa. Los diseños de conversores modernos basados en modulación sigma-delta pueden volverse inestables en condiciones de sobrecarga. Por lo general, un objetivo de diseño de los sistemas digitales es limitar las señales de nivel elevada para evitar sobrecargas.: 65  Para evitar una sobrecarga, un sistema digital moderno puede comprimir las señales de entrada de modo que no se pueda rebasar la escala digital completa.: 4 

## Degradación física
A diferencia de la copia analógica, las copias digitales son réplicas exactas que se pueden duplicar indefinidamente y sin generación de pérdida, en principio. La corrección de errores permite que los formatos digitales toleren un deterioro significativo de los soportes digitales, aunque no son inmunes a la pérdida de datos. Los discos compactos CD-R de consumo tienen una vida útil limitada y variable debido a problemas de calidad inherentes y de fabricación.
Con los discos de vinilo, se produce una cierta pérdida de fidelidad en cada reproducción. Esto se debe al desgaste generado por la aguja debido al contacto con la superficie del disco. Las cintas magnéticas, tanto analógicas como digitales, se desgastan por la fricción entre la cinta y los cabezales, guías y otras partes del arrastre de la cinta cuando se desliza sobre ellas. El residuo marrón que se deposita durante la limpieza de la trayectoria de la cinta de una grabadora magnética procede de las partículas de recubrimiento magnético desprendido de las cintas. El denominado síndrome del recubrimiento pegajoso es un problema frecuente con las cintas antiguas, que también pueden sufrir arrugas, estiramientos y ondulaciones en los bordes de la base de la cinta de plástico, particularmente debido a lectores de cinta de baja calidad o desalineados.
Cuando se reproduce un CD, no hay contacto físico involucrado, ya que los datos se leen ópticamente usando un rayo láser. Por lo tanto, no se produce tal deterioro de los medios, y el CD, con el cuidado adecuado, sonará exactamente igual cada vez que se reproduzca (descontando el envejecimiento del reproductor y del propio CD). Sin embargo, esto es un beneficio del sistema óptico de lectura, y no de la propia grabación digital, y el formato Laserdisc disfruta de los mismos beneficios de la ausencia de contacto utilizando señales ópticas analógicas. Los CD sufren de degradación y se alteran lentamente con el paso del tiempo, incluso si se almacenan correctamente y no se reproducen. El M-DISC, una tecnología óptica grabable que se comercializa a sí misma como legible durante 1000 años, está disponible en ciertos mercados, pero a finales de 2020 nunca se ha vendido en el formato CD-R. (Sin embargo, el sonido podría almacenarse en un M-DISC emulando un DVD-R utilizando el formato DVD-Audio).

## Ruido
Para las señales de audio electrónico, las fuentes de ruido incluyen ruido mecánico, eléctrico y térmico en el ciclo de grabación y reproducción. Se puede cuantificar la cantidad de ruido que agrega un equipo de audio a la señal original. Matemáticamente, esto se puede expresar mediante la relación señal/ruido (relación S/R). A veces, en su lugar, se cita el rango dinámico máximo posible del sistema.
Con los sistemas digitales, la calidad de reproducción depende de los pasos de conversión de analógico a digital y de digital a analógico, y no depende de la calidad del medio de grabación, siempre que sea adecuado para retener los valores digitales sin errores. Los medios digitales capaces de almacenamiento y recuperación de bits perfectos han sido un lugar común durante algún tiempo, ya que generalmente se desarrollaron para el almacenamiento de software que no tiene tolerancia a errores.
El proceso de conversión de analógico a digital, según la teoría, siempre introducirá distorsión de cuantificación. Esta distorsión se puede representar como ruido de cuantificación no correlacionado mediante el uso de tramado. La magnitud de este ruido o distorsión está determinada por el número de niveles de cuantificación. En los sistemas binarios, esto se determina y generalmente se expresa en términos del número de bits. Cada bit adicional agrega aproximadamente 6 dB  a la relación S/R. Por ejemplo, 24 x 6 = 144 dB para cuantificación de 24 bits, 126 dB para 21 bits y 120 dB para 20 bits. El sistema digital de 16 bits de Red Book audio CD tiene 216 = 65.536 posibles amplitudes de señal, lo que teóricamente permite una relación S/R de 98 dB.: 49 

### Retumbo
El retumbo es una forma de ruido característico causado por imperfecciones en los cojinetes de los tocadiscos, lo que hace que el plato tienda a tener una pequeña cantidad de movimiento además de la rotación deseada, causando que la superficie del tocadiscos también se mueva hacia arriba y hacia abajo y de lado a lado ligeramente. Este movimiento adicional se agrega a la señal original en forma de ruido, generalmente de muy bajas frecuencias, creando un sonido retumbante durante los pasajes silenciosos. Los tocadiscos muy económicos a veces usaban rodamientos de bolas, que es muy probable que generen cantidades audibles de vibración. Los tocadiscos más caros tienden a usar cojinetes de deslizamiento masivos, que es mucho menos probable que generen cantidades de ruido significativas. El aumento de la masa de la plataforma giratoria también tiende a reducir el ruido. Un buen tocadiscos debería tener un ruido mecánico de al menos 60 dB por debajo del nivel de salida especificado por la cápsula fonocaptora.: 79–82  Debido a que no tienen partes móviles en la ruta de la señal, los sistemas digitales no están sujetos a este tipo de ruidos.

### Lloro y trémolo
En la reproducción sonora, el lloro y el trémolo (wow & flutter en inglés) se usan para denominar a un cambio en la frecuencia de un dispositivo analógico y son el resultado de imperfecciones mecánicas, siendo el efecto de lloro una forma de oscilación de frecuencia más baja. Ambos son más perceptibles en señales que contienen tonos puros. Para los discos LP, la calidad del tocadiscos tendrá un gran efecto en el nivel de fluctuación y vibración. Un buen plato giratorio tendrá valores inferiores al 0,05%, que es la variación respecto a la velocidad nominal de giro del aparato. Estos efectos también pueden estar presentes en la grabación analógica, como resultado de la imprecisión de la velocidad de registro. Debido al uso de osciladores de cuarzo de precisión como referencia, los sistemas digitales no están sujetos a fluctuaciones y vibraciones perceptibles.

## Respuesta de frecuencia
Para los sistemas digitales, el límite superior de la respuesta de frecuencia lo determina el muestreo digital. La elección de la frecuencia de muestreo en un sistema digital se basa en el teorema de Nyquist-Shannon, que establece que una señal muestreada se puede reproducir exactamente siempre que se muestree a una frecuencia mayor que dos veces el ancho de banda de la señal, denominada la frecuencia de Nyquist. Por lo tanto, una frecuencia de muestreo de 40 kHz es matemáticamente suficiente para capturar toda la información contenida en una señal que tiene componentes de frecuencia menores o iguales a 20 kHz. El teorema de muestreo también requiere que el contenido de frecuencia por encima de la frecuencia de Nyquist se elimine de la señal antes de muestrearla. Esto se logra utilizando filtros antisolapamiento que requieren una banda de transición para reducirlo suficientemente. El ancho de banda proporcionado por la frecuencia de muestreo 44,100 Hz utilizada para los CDs de audio estándares es lo suficientemente amplio como para cubrir todo el espectro audible humano, que se extiende aproximadamente de 20 Hz a 20 kHz.: 108  Las grabadoras digitales profesionales pueden grabar frecuencias más altas, mientras que algunos sistemas de telecomunicaciones y de consumo registran un rango de frecuencia más restringido.
Un magnetófono de bobina abierta de alta calidad puede extenderse desde 10 Hz hasta más de 20 kHz. Algunos fabricantes de cintas analógicas especifican respuestas de frecuencia de hasta 20 kHz, pero es posible que estas mediciones se hayan realizado con niveles de señal más bajos. Los casetes pueden tener una respuesta de hasta 15 kHz a un nivel de grabación completo (0 dB). A niveles más bajos (−10 dB), los casetes suelen estar limitados a 20 kHz debido al autoborrado de los soportes de cinta magnética.
La respuesta de frecuencia para un reproductor LP convencional puede ser de 20 Hz a 20 kHz, ± 3 dB. La respuesta de baja frecuencia de los discos de vinilo está restringida por el ruido sordo (descrito anteriormente), así como por las características físicas y eléctricas de todo el conjunto del brazo de captación y el transductor. La respuesta de alta frecuencia del vinilo depende del cartucho fonocaptor. Los registros de sonido cuadrafónico contenían frecuencias de hasta 50 kHz. Experimentalmente, se han grabado frecuencias de hasta 122 kHz en discos LP.

### Solapamiento
Los sistemas digitales requieren que todo el contenido de la señal de alta frecuencia por encima del Frecuencia de Nyquist debe eliminarse antes del muestreo, lo que, si no se hace, dará como resultado que estas frecuencias ultrasonicas "se doblen" en frecuencias que están en el rango audible, produciendo una especie de distorsión llamada solapamiento ("aliasing" en inglés) . Este efecto se evita en los sistemas digitales mediante especial, conocido como filtro antialiasing. Sin embargo, no es práctico diseñar un filtro analógico que elimine con precisión todo el contenido de frecuencia exactamente por encima o por debajo de una cierta frecuencia de corte. En su lugar, generalmente se elige una frecuencia de muestreo que esté por encima del requisito de Nyquist. Esta solución se llama sobremuestreo y permite utilizar un filtro antialiasing menos agresivo y de menor costo.
Los primeros sistemas digitales pueden haber sufrido una serie de degradaciones de señal relacionadas con el uso de filtros antialiasing analógicos, por ejemplo, dispersión de tiempo, distorsión no lineal, rizado, dependencia de la temperatura de los filtros, etc.: 8  Usando un diseño de sobremuestreo y modulación Sigma-Delta, un filtro anti-aliasing analógico menos agresivo se puede complementar con un filtro digital. Este enfoque tiene varias ventajas, pudiéndose hacer que el filtro digital tenga una función de transferencia casi ideal, con una baja ondulación dentro de la banda y sin envejecimiento ni deriva térmica.: 18 
Los sistemas analógicos no están sujetos a un límite de Nyquist o aliasing y, por lo tanto, no requieren filtros de anti-aliasing ni ninguna de las consideraciones de diseño asociadas con ellos. En cambio, los límites de los formatos de almacenamiento analógicos están determinados por las propiedades físicas de su construcción.

## Tasas de muestreo
El audio con calidad de CD se muestrea a  44,100 Hz (Frecuencia de Nyquist = 22.05 kHz) y a 16 bits. Muestrear la forma de onda a frecuencias más altas y permitir un mayor número de bits por muestra permite reducir aún más el ruido y la distorsión. Los sistemas DAT (cinta digital) puede muestrear audio a hasta 48 kHz, mientras que el DVD-Audio puede ser de 96 o 192 kHz y con una resolución de hasta 24 bits. Con cualquiera de estas velocidades de muestreo, la información de la señal se captura por encima de lo que generalmente se considera el espectro audible.
El trabajo realizado en 1981 por Muraoka et al. mostró que las señales de música con componentes de frecuencia por encima de 20 kHz solo se distinguieron de las que no las tenían por algunos de los 176 sujetos de prueba.
Un estudio de percepción de Nishiguchi et al. (2004) concluyó que "No se encontró ninguna diferencia entre los sonidos con y sin componentes de muy alta frecuencia entre los estímulos sonoros y los sujetos ... sin embargo, [Nishiguchi et al] aún no pueden confirmar ni negar la posibilidad de que algunos sujetos pudieran discriminar entre sonidos musicales con y sin componentes de muy alta frecuencia".
En las pruebas de escucha a ciegas realizadas por Bob Katz en 1996, relatadas en su libro Mastering Audio: The Art and the Science, los sujetos que usaban el mismo equipo de reproducción de alta frecuencia de muestreo no podían discernir ninguna diferencia audible entre el material del programa filtrado de manera idéntica a eliminar las frecuencias por encima de 20 kHz frente a 40 kHz. Esto demuestra que la presencia o ausencia de contenido ultrasónico no explica la variación auditiva entre las frecuencias de muestreo. Katz postula que la variación se debe en gran parte al rendimiento de los filtros de limitación de banda en los convertidores. Estos resultados sugieren que el principal beneficio de usar frecuencias de muestreo más altas es que empuja la distorsión de fase consecuente de los filtros de limitación de banda fuera del rango audible y que, en condiciones ideales, es posible que no sean necesarias frecuencias de muestreo más altas. Dunn (1998) examinó el rendimiento de los convertidores digitales para ver si estas diferencias en el rendimiento podrían explicarse por los filtros de limitación de banda utilizados en los convertidores y buscando los artefactos sonoros que introducen.

## Cuantificación

Ilustración de la cuantificación de una forma de onda de audio muestreada usando 4 bits

Una señal es registrada digitalmente mediante una conversión analógica-digital, que mide la amplitud de una señal analógica a intervalos regulares especificados por la frecuencia de muestreo, y luego almacena estos números muestreados en el hardware de la computadora. Los números en los ordenadores representa un conjunto finito de valores discretos, lo que significa que si una señal analógica se muestrea digitalmente utilizando métodos nativos (sin oscilaciones de pequeña amplitud), la amplitud de la señal de audio simplemente se redondeará a la representación más cercana. Este proceso se llama cuantificación, y estos pequeños errores en las medidas se manifiestan audiblemente como ruido de bajo nivel o distorsión. Esta forma de distorsión, a veces llamada distorsión granular o de cuantificación, se ha señalado como una falla de algunos sistemas digitales y grabaciones, particularmente algunas de las primeras grabaciones digitales, cuando se decía que la versión digital era inferior a la versión analógica. Sin embargo, "si la cuantificación se realiza utilizando el tramado correcto, entonces la única consecuencia de la digitalización es efectivamente la adición de un ruido de fondo blanco, no correlacionado, benigno y aleatorio. El nivel del ruido depende del número de bits en el canal".: 6 
El rango de valores posibles que se pueden representar numéricamente por una muestra está determinado por el número de dígitos binarios utilizados. Esto se denomina resolución y, por lo general, se conoce como profundidad de bits en el contexto del audio PCM. El nivel de ruido de cuantificación está determinado directamente por este número, disminuyendo exponencialmente (linealmente en unidades de dB) a medida que aumenta la resolución. Con una profundidad de bits adecuada, el ruido aleatorio de otras fuentes dominará y enmascarará por completo el ruido de cuantificación. El estándar Redbook CD utiliza 16 bits, lo que mantiene el ruido de cuantificación 96 dB por debajo de la amplitud máxima, muy por debajo de un nivel discernible con casi cualquier material fuente. La adición de un tratamiento de ondas de escasa amplitud eficaz significa que, "en términos prácticos, la resolución está limitada por nuestra capacidad para  distinguir sonidos contra el ruido. ... No tenemos problemas para medir (y escuchar) señales de –110dB con un muestreo de 16 bits bien diseñado." Los DVD-Audio y los equipos de grabación profesionales más modernos permiten muestras de 24 bits.
Los sistemas analógicos no tienen necesariamente niveles digitales discretos en los que se codifica la señal. En consecuencia, la precisión con la que se puede conservar la señal original está limitada en cambio por el ruido de fondo intrínseco y el nivel máximo de señal de los medios y el equipo de reproducción.

### Cuantificación en medios analógicos
Dado que los medios analógicos se componen de moléculas, la estructura microscópica más pequeña representa la unidad de cuantificación más pequeña de la señal grabada. Los procesos de difuminado natural, como los movimientos térmicos aleatorios de las moléculas, el tamaño distinto de cero del instrumento de lectura y otros efectos de promediado, hacen que el límite práctico sea mayor que el de la característica estructural molecular más pequeña. Un LP teórico compuesto por una superficie de diamante perfecta, con un tamaño de surco de 8 micras y un tamaño de característica de 0,5 nanómetros, tiene una cuantificación similar a una muestra digital de 16 bits.

### Tramado como solución

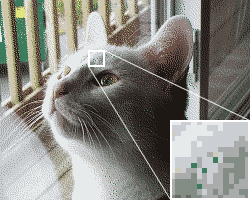
Una ilustración de tramado utilizado en el procesamiento de imágenes. Se ha insertado una desviación aleatoria antes de reducir la paleta a solo 16 colores, lo que es análogo al efecto de tramado en una señal de audio

Es posible hacer que el ruido de cuantificación no sea audiblemente perjudicial aplicando un proceso de tramado. Para hacer esto, se agrega ruido a la señal original antes de la cuantificación. El uso óptimo de la interpolación tiene el efecto de hacer que el error de cuantificación sea independiente de la señal,: 143  y permite que la información de la señal se retenga por debajo del bit menos significativo del sistema digital.: 3 
Los algoritmos de tramado también suelen tener la opción de emplear algún tipo de modelado de ruido, que empuja la frecuencia de gran parte del ruido de tramado a áreas que son menos audibles para los oídos humanos, reduciendo el nivel del suelo de ruido aparente para el oyente.
El tramado se aplica comúnmente durante la masterización antes de la reducción de profundidad de bits final, y también en varias etapas de procesamiento digital de señales (PDS).

## Fluctuación de sincronización
Un aspecto que puede degradar el rendimiento de un sistema digital es la fluctuación ("jitter" en inglés). Este es el fenómeno de variaciones en el tiempo de lo que debería ser el espaciado correcto de muestras discretas de acuerdo con la frecuencia de muestreo. Esto puede deberse a imprecisiones del tiempo del reloj digital. Idealmente, un reloj digital debería producir un pulso de sincronización a intervalos exactamente regulares. Otras fuentes de fluctuación dentro de los circuitos electrónicos digitales son las generadas por la gestión de datos, cuando una parte del flujo digital afecta a una parte posterior a medida que fluye a través del sistema, y la fluctuación inducida por la fuente de alimentación, donde el ruido de la fuente de alimentación provoca irregularidades en la sincronización de señales en los circuitos que alimenta.
La precisión de un sistema digital depende de los valores de amplitud muestreados, pero también depende de la regularidad temporal de estos valores. Las versiones analógicas de esta dependencia temporal se conocen como error de tono, y como lloro y trémolo.
La fluctuación periódica produce ruido de modulación y puede considerarse equivalente a la fluctuación analógica. La fluctuación aleatoria altera el suelo de ruido del sistema digital. La sensibilidad del convertidor a la fluctuación depende de su diseño. Se ha demostrado que una fluctuación aleatoria interna de 5 ns puede ser significativa para los sistemas digitales de 16 bits.
En 1998, Benjamin y Gannon investigaron la audibilidad de la fluctuación utilizando pruebas de comprensión auditiva.: 34  Descubrieron que el nivel más bajo de fluctuación audible era de alrededor de 10 ns (rms). Esto fue en una señal de prueba sinusoide de 17 kHz. Con la música, ningún oyente encontró una fluctuación audible a niveles inferiores a 20 ns. Un artículo de Ashihara et al. (2005) intentó determinar los umbrales de detección de la fluctuación aleatoria en las señales musicales. Su método involucró una prueba de audición. Al discutir sus resultados, los autores comentaron que:

Hasta ahora, la fluctuación real en los productos de consumo parece ser demasiado pequeña para ser detectada al menos para la reproducción de señales musicales. Sin embargo, no está claro si los umbrales de detección obtenidos en el presente estudio realmente representarían el límite de la resolución auditiva o si estaría limitado por la resolución del equipo. Las distorsiones debidas a una fluctuación muy pequeña pueden ser menores que las distorsiones debidas a las características no lineales de los altavoces. Ashihara y Kiryu [8] evaluaron la linealidad del altavoz y los auriculares. Según su observación, los auriculares parecen ser más aptos para producir suficiente presión de sonido en los tímpanos con distorsiones más pequeñas que los altavoces.

## Procesamiento de señales
Después de la grabación inicial, es común que la señal de audio se altere de alguna manera, como con el uso de compresores y ecualizadores, y con la introducción de demoras y reverberaciones. Con un sistema analógico, esto viene en forma de componentes físicos, y con un sistema digital, se logra típicamente con aplicaciones informáticas cargadas en una estación de trabajo de audio digital (DAW).
Una comparación entre filtros digitales y analógicos muestra ventajas técnicas para ambos métodos. Los filtros digitales son más precisos y flexibles; mientras que los filtros analógicos son más simples, pueden ser más eficientes y no introducen latencia.

### Hardware analógico

Cambio de fase: la onda sinusoidal de color rojo se ha retrasado en el tiempo igual al ángulo, que se muestra como la onda sinusoidal en azul

Al alterar una señal con un filtro, la señal de salida puede diferir en el tiempo de la señal en la entrada, lo que se mide como su respuesta de fase. Muchos ecualizadores muestran este comportamiento, con el valor de fase que difiere en algún patrón y se centra alrededor de la banda que se está ajustando. Aunque este efecto altera la señal de otra forma que no supone un cambio estricto en la respuesta de frecuencia, esta coloración a veces puede tener un efecto positivo en la percepción del sonido de la señal de audio.[cita requerida]

### Filtros digitales
Debido a que las variables involucradas se pueden especificar con precisión en los cálculos, se puede hacer que un filtro digital funcione objetivamente mejor que los componentes analógicos. Se pueden realizar con exactitud otros procesos, como el retardo y la mezcla de ondas.
Los filtros digitales también son más flexibles. Por ejemplo, un ecualizador de fase lineal no introduce un cambio de fase dependiente de la frecuencia. Este filtro puede implementarse digitalmente usando un filtro fir, pero no carece de una implementación práctica usando componentes analógicos.
Una ventaja práctica del procesamiento digital es la recuperación más sencilla de los ajustes. Los parámetros de grabación se pueden almacenar en la computadora, mientras que los detalles de los parámetros en una unidad analógica deben escribirse o registrarse de otra manera si la unidad necesita ser reutilizada. Esto puede resultar engorroso cuando las mezclas completas deben recuperarse manualmente utilizando una consola analógica y un equipo externo. Cuando se trabaja digitalmente, todos los parámetros pueden simplemente almacenarse en un archivo de proyecto DAW y recuperarse instantáneamente. La mayoría de los DAW profesionales modernos también procesan plug-ins en tiempo real, lo que significa que el procesamiento puede ser en gran parte no destructivo hasta la mezcla final.

### Modelado analógico
Actualmente existen muchos complementos que incorporan modelado analógico. Numerosos ingenieros de audio los respaldan y defienden que se pueden comparar de igual a igual en sonido con los procesos analógicos que imitan. El modelado analógico conlleva algunas ventajas sobre el procedimiento analógico original, como la capacidad de eliminar el ruido de los algoritmos y la posibilidad de introducir modificaciones para hacer que los parámetros sean más flexibles. Por otro lado, otros ingenieros también sostienen que el modelado sigue siendo inferior a los componentes externos genuinos y todavía prefieren mezclar "fuera de la caja".

## Calidad de sonido

### Evaluación subjetiva
La evaluación subjetiva intenta medir el resultado de un componente de audio de acuerdo con el oído humano. La forma más común de ensayo subjetivo es una prueba de escucha, en la que el componente de audio se utiliza simplemente en el contexto para el que fue diseñado. Se realiza entre usuarios de equipos de alta fidelidad, que utilizan el componente durante un período de tiempo, y luego describen sus impresiones en términos subjetivos. Las descripciones comunes incluyen si el componente tiene un sonido "brillante" o "apagado", o si muestra eficazmente una "imagen espacial" del sonido.
Otro tipo de prueba subjetiva se realiza en condiciones más controladas e intenta eliminar posibles sesgos de las pruebas de escucha. Este tipo de ensayos se realizan con el componente oculto al oyente y se denominan pruebas ciegas. Para evitar un posible sesgo del oyente, la prueba a ciegas se puede realizar para que esta persona también desconozca el componente que se está probando. Este tipo de prueba, denominada "doble ciego", se utiliza a menudo para evaluar el rendimiento de la compresión de datos.
Los críticos de las pruebas de doble ciego consideran que no permiten que el oyente se sienta completamente relajado al evaluar el componente del sistema y, por lo tanto, no pueden juzgar las diferencias entre los distintos componentes. Aquellos que emplean el método de prueba doble ciego pueden intentar reducir el estrés del oyente permitiendo una cierta cantidad de tiempo para aclimatarse a los distintos efectos sonoros.

### Primeras grabaciones digitales
Las primeras máquinas de audio digital obtuvieron resultados decepcionantes, y los convertidores digitales introducían errores que el oído podía detectar. Las compañías discográficas lanzaron sus primeros LP basados en registros maestros de audio digital a fines de la década de 1970. Los CD estuvieron disponibles a principios de la década de 1980. En este momento, la reproducción de sonido analógico era una tecnología madura.
Hubo una respuesta crítica diversa respecto a las primeras grabaciones digitales publicadas en CD. En comparación con los discos de vinilo, se notó que el CD revelaba mucho más la acústica y el ruido ambiental de fondo del entorno de grabación. Por esta razón, las técnicas de grabación desarrolladas para los discos analógicos, por ejemplo, la ubicación del micrófono, debían adaptarse de acuerdo con los requerimientos del nuevo formato digital.
Algunas grabaciones analógicas se remasterizaron para formatos digitales. Las grabaciones analógicas realizadas con la acústica natural de una sala de conciertos tendían a beneficiarse del proceso de remasterización, criticado ocasionalmente por manejarse mal. Cuando la grabación analógica original era bastante brillante, la remasterización a veces daba como resultado un énfasis de agudos antinatural.

### Super Audio CD y DVD-Audio
El formato Super Audio CD (SACD) fue creado por Sony y Philips, quienes también fueron los desarrolladores del formato de CD de audio estándar anterior. El SACD usaba el sistema Direct Stream Digital (DSD) basado en la modulación Sigma-Delta. Con esta técnica, los datos de audio se almacenan como una secuencia de valores de amplitud fija (es decir, 1 bit) a una frecuencia de muestreo de 2.884 MHz, que es 64 veces la frecuencia de muestreo de 44.1 kHz utilizada por el CD. En cualquier momento, la amplitud de la señal analógica original está representada por la preponderancia relativa de unos sobre ceros en el flujo de datos. Por lo tanto, este flujo de datos digitales se puede convertir en analógico pasándolo a través de un filtro de paso bajo analógico.
El formato DVD-Audio utiliza la modulación por impulsos codificados estándar a frecuencias de muestreo y profundidades de bits variables, que como mínimo coinciden y generalmente superan en gran medida las de un CD audio estándar (16 bits, 44,1 kHz).
En las revistas sobre alta fidelidad populares, se había sugerido que el PCM lineal "crea [una] reacción de estrés en las personas", y que el DSD "es el único sistema de grabación digital que no [...] tiene estos efectos". Esta afirmación parece tener su origen en un artículo de 1980 del Dr. John Diamond. El núcleo de la afirmación de que las grabaciones PCM (la única técnica de grabación digital disponible en ese momento) generaban una reacción de estrés se basó en el uso de la técnica pseudocientífica de la kinesiología aplicada, como por ejemplo en una presentación del doctor Diamond en la 66 Convención de la AES (1980) con el mismo título. Diamond había usado previamente una técnica similar para demostrar que la música rock (a diferencia de la clásica) era mala para la salud debido a la presencia del "ritmo anapéstico detenido". Las afirmaciones de Diamond con respecto al audio digital fueron retomadas por Mark Levinson, quien afirmó que si bien las grabaciones PCM producían una reacción de estrés, las grabaciones DSD no lo hacían.
Sin embargo, una prueba subjetiva doble ciego entre grabaciones PCM lineales de alta resolución (DVD-Audio) y DSD no revelaron una diferencia estadísticamente significativa. Los oyentes involucrados en esta prueba experimentaron una gran dificultad para percibir cualquier diferencia entre los dos formatos.

### Preferencia analógica
El resurgimiento del vinilo se debe paradójicamente en parte a la imperfección del audio analógico, que agrega "calidez" a los temas musicales. Algunos oyentes prefieren este tipo de audio al de un CD. El fundador y editor Harry Pearson de la revista The Absolute Sound afirma que "los LP son decididamente más musicales. Los CD drenan el alma de la música. La implicación emocional desaparece". El productor de dub Adrian Sherwood mantiene opiniones similares sobre la cinta de casete analógica, que prefiere debido a su sonido "más cálido".
Quienes favorecen el formato digital apuntan a los resultados de las pruebas a ciegas, que demuestran el alto rendimiento obtenible con los grabadores digitales. La afirmación es que el "sonido analógico" es más producto de las imprecisiones del propio formato analógico que cualquier otra cosa. Uno de los primeros y más grandes partidarios del audio digital fue el director de orquesta clásico Herbert von Karajan, quien dijo que la grabación digital era "definitivamente superior a cualquier otra forma de grabación que conocemos". También fue pionero del fallido casete compacto digital y realizó la primera grabación que se lanzó comercialmente en CD: la Sinfonía alpina de Richard Strauss.

## Sistemas híbridos
Si bien las palabras "audio analógico" generalmente implican que el sonido se registra utilizando un sistema de señal continua, y las palabras "audio digital" implican un enfoque discreto, existen métodos de codificación de audio que se encuentran en algún lugar entre los dos. De hecho, todos los sistemas analógicos muestran un comportamiento discreto (cuantificado) a escala microscópica. Si bien los discos de vinilo y los casetes compactos comunes son medios analógicos y utilizan métodos de codificación física cuasi-lineales (por ejemplo, la profundidad de un surco en espiral o la intensidad de un campo magnético sobre una cinta) sin cuantificación o solapado perceptible, existen sistemas no lineales analógicos que exhiben efectos similares a los que se encuentran en los digitales, como el solapamiento y los niveles dinámicos "duros" (como por ejemplo, el audio de alta fidelidad mediante modulación de frecuencia en las cintas de video, con señales codificadas empleando modulación por ancho de pulsos).